# James Cook (Skins)
Pour les articles homonymes, voir James Cook (homonymie) et Cook.
James Cook est un personnage fictif de la série télévisée Skins interprété par Jack O'Connell.

## Personnalité
Décrit comme un « débile profond qui a une bite à la place du cerveau » par Jamie Brittain, Cook est le meilleur ami de Freddie et JJ, avec qui il forme les « trois mousquetaires ».
Leader du groupe, casse-cou charismatique, irresponsable, audacieux, téméraire et tête brûlée, Cook est prêt à aller très loin pour obtenir ce qu'il veut, il n'a jamais peur d'enfreindre les règles. Il aime s'amuser et faire la fête.
Lui et ses deux meilleurs amis sont très attirés par Effy. Dans l'épisode 3x07 centré sur JJ, son ami, Cook dit qu'elle « prend la fuite et ça me blesse ». Tout comme Effy, Cook a de nombreuses relations sexuelles, mais il recherche en réalité une véritable relation amoureuse.

## Histoire du personnage

### Dans la saison 3
Cook apparait dans cette saison comme n'ayant peur de rien, et comme fuyant ses sentiments.
Dans le premier épisode, il fume et boit de l'alcool sur une terrasse. Il décide ensuite d'attendre une espèce de signal, sans quoi il sèchera son premier jour de lycée. Sa première rencontre avec Effy, qui les subjugue tous les trois, suffit à le motiver. On remarque dès cet épisode l'attirance qu'éprouvent Cook, Freddie, et JJ pour Effy. Celle-ci leur propose de transgresser un maximum de règles du lycée et promet de coucher avec le gagnant. Cook remporte la partie et couche donc avec Effy à l'infirmerie.
Le deuxième épisode lui est dédié, on y apprend d'abord que les relations de Cook avec sa mère sont complexes et douloureuses pour lui : lorsqu'elle est évoquée, il se met dans une colère noire ; il perd les pédales et frappe presque JJ, son meilleur ami. Cook explique lui-même qu'il n'était plus lui-même ce soir du fait de l'absence de Freddie pour le surveiller. Il lui dira également qu'il l'aime profondément.
Lors de l'épisode 6, Cook et Naomi sont sur le point de coucher ensemble, lorsque cette dernière refuse. Cook acceptera avec beaucoup de gentillesse la décision. C'est l'un des premiers moments où l'on découvre que Cook est en réalité bien plus attachant, sensible et complexe comme personnage, même s'il ne voudra pas le reconnaître. 
Plus tard encore dans l'épisode 7 centré sur JJ, Cook pète un plomb à une fête, lorsque Freddie viendra le voir, il lui dira qu'Effy est amoureuse de lui mais qu'elle a peur de l'amour, alors elle couche avec Cook. Mais lui voudrait vraisemblablement plus que ça.
On comprend alors qu'en amour, hormis ses deux meilleurs amis, Freddie et JJ, Cook n'obtient rien, jamais rien. Que du sexe. Cook dit simplement qu'il est une merde et que personne ne veut de lui.
Lors de l'épisode final de la saison, il fuit avec Effy (alors que cette dernière est reniée par le groupe après avoir blessé Katie) et elle fait la connaissance de son père, tout aussi fêtard que lui. À la fin de l'épisode, JJ réunit Cook, Freddie, et Effy, et lui demande de choisir entre les trois garçons, qui sont amoureux d'elle. Lorsque le regard d'Effy se pose sur Freddie, Cook réagit très mal.

### Dans la saison 4
Dans cette saison, on en apprend un peu plus sur la vie de Cook, et l'on voit sa mère pour la première fois.
Toujours amoureux d'Effy, et toujours en froid avec Freddie, Cook deviendra de plus en plus instable. Il finit par passer à tabac un jeune homme dans un bar, ce qui lui vaut d'être envoyé en prison. Il réussit toutefois à s'évader, et s'installe successivement chez ses amis à tour de rôle.
Lors du dernier épisode, Cook découvre que Freddie a été assassiné par John Foster, le psy d'Effy. Il prend sa revanche en tuant ce dernier.

### Dans la saison 7
Cook est désormais âgé de 21 ans et vit à Manchester. Le meurtre qu'il a commis l'a profondément ébranlé, et lui a fait perdre l'entrain qu'il avait autrefois. Il travaille comme trafiquant de drogue, n'a pas de logement et dort dans sa voiture qui lui sert pour ses livraisons. Il couche régulièrement avec Emma, une employée de station service. 
Son patron Louis, un trafiquant de drogue psychopathe, lui demande de servir de chauffeur à sa copine, Charlotte, une nymphomane qui l'aide à importer de la drogue. Celle-ci tente une approche avec Cook lors d'une visite de maison, mais Cook refuse. Plus tard, Charlotte couche avec Jason, un vendeur de drogue au service de Louis, ce qui vaut à ce dernier d'être noyé par l'homme de main de Louis. Cook et Charlie assistent à la scène, horrifiés. Il se trouve que Cook a également couché avec Charlotte dans sa voiture, et il décide de fuir la ville avec Emma, redoutant que Louis ne lui fasse subir le même sort qu'à Jason. 
Paniquée, Charlotte, qui craint également des représailles, appelle Cook et lui demande de venir la chercher. Il accepte, et tous les trois vont se cacher dans la maison de campagne de Emma. 
La voiture de Cook comporte toutefois un émetteur, ce qui permet à Louis de les localiser rapidement. Il demande à Charlotte de repartir avec lui, mais cette dernière, horrifiée par ce qu'il a fait, refuse de le suivre. Pour se venger, Louis assassine les parents de Emma, qui avaient quitté le domicile quelques minutes auparavant. Emma, désespérée, se pendra à un arbre.  
Lorsque Cook se rend compte de ce qui est arrivé à Emma, il rejoint Louis qui l'attend, un fusil à la main. Grâce à une ruse, Cook parvient à détourner l'attention de Louis, et le tabasse. Après avoir été tenté de tuer Louis, il choisit de prévenir la police et dit à Charlotte de partir pour lui éviter d'être emprisonnée, car elle a participé aux activités illicites de Louis. 